# Ana Cristina Andrade de Aguiar
Dra. Ana Cristina Andrade de Aguiar Dias (1974 ) es una botánica brasileña, que ocupa una posición de investigadora y curadora en el "Instituto de Pesquisas" del Jardín Botánico de Río de Janeiro. Ha colaborado con la edición de Flora Fanerogâmica do Estado de São Paulo, Brasil. Es una especialista en la taxonomía y biología en Araceae.
El 25 de febrero de 2005, en la UNICAMP, realizó la defensa de su tesis de maestría, con: Estudos taxonómicos sobre o genero Polygala L., subgénero Hebeclada (Chodat) Blake (Polygalaceae) no Brasil. Y el 3 de octubre de 2008, en la misma casa de altos estudios, realizó la defensa de su tesis de doctorado, titulada “Estudos morfológicos em cinco espécies de Polygala L. (Polygalaceae) com ênfase nas estruturas secretoras”, con la orientación de la profesora Marilia de Moraes Castro.

## Algunas publicaciones
- maria do carmo mendes Marques, ana cristina andrade de Aguiar. Polygala fontellana Marques & Aguiar (Polygalaceae), uma nova espécie para o Brasil / Polygala fontellana Marques & Aguiar (Polygalaceae), a new species in Brazil. Rodriguésia 58 ( 1 )

- ana cristina A. de Aguiar-Dias, k. Yamamoto, m. de Moraes Castro. 2011. Stipular extranuptial nectaries new to Polygala: morphology and ontogeny. Botanical Journal of the Linnean Society, 166: 40–50. doi: 10.1111/j.1095-8339.2011.01123.x

- ---------------------------------------------, v. Moreira Gonçalves, v. Gonçalves-Esteves, k. Yamamoto. 2008. Palynotaxonomy of Brazilian species of Polygala subgenus Hebeclada. Botanical Journal of the Linnean Society, 157: 609–619. doi: 10.1111/j.1095-8339.2008.00805.x

- ---------------------------------------------, maria do Carmo Mendes Marques, kikyo Yamamoto. 2008. Taxonomia das espécies de Polygala L. subg. Hebeclada (Chodat) Blake (Polygalaceae) ocorrentes no Brasil. Revista Brasileira de Biociências, 6 (1): 91-109 resumen en línea

- ---------------------------------------------, joão luiz Mazza Aranha filho. 2008. A família Polygalaceae na planície litorânea de Picinguaba, Ubatuba, São Paulo, Brasil. Revista Brasileira de Biociências, Porto Alegre, vol. 6, N.º 4, pp. 321-328 ISSN 1980-4849 (en línea), 1679-2343 (impreso) artículo en línea

- raquel Lüdtke, ana cristina Andrade de Aguiar. 2008. Nota sobre a ocorrência de pétalas reduzidas em espécies de Polygala L. subgênero Hebeclada (Chodat) Blake (Polygalaceae) da Região Sul do Brasil. Biota Neotropical 8 (1): 239-242 artículo en línea

### Capítulos de libros
- maria do Carmo Mendes Marques, ana cristina andrade de Aguiar. 2003. Polygalaceae. En: Flora fanerogâmica da Ilha do Cardoso. 132 pp. Editor	Instituto de Botânica. Volumen 10, ISBN 85-85131-38-1, volumen 7 ISBN 85-7523-017-4

## Honores
- Editora asociada del Boletín del Museo Paraense Emílio Goeldi, de Ciencias naturales[7]

- La abreviatura «A.C.A.Aguiar» se emplea para indicar a Ana Cristina Andrade de Aguiar como autoridad en la descripción y clasificación científica de los vegetales.[8]